# Akut
Az orvostudomány akutnak vagy hevenynek nevezi azokat a betegségeket, amelyek:
1. gyorsan alakulnak ki, és/vagy
2. rövid lefolyásúak (ellentétben a krónikus avagy idült lefolyásúakkal).

Ez a melléknév számos betegség leírásának része, és ezért azok nevében is gyakran szerepel, például: akut légúti distressz szindróma (ARDS), akut leukémia.
Az 'akut' szó használata a hétköznapi nyelvben más, ott gyakran 'súlyos' az értelme.  Ez azonban egy másik tulajdonság.
Az akut kórházak azok, amelyek rövidtávú orvosi és/vagy sebészi kezelést és ellátást végeznek.
A szubakut szó az akut és a krónikus közti átmenetre használatos, de nem jelöl egyértelműen meghatározott időtartományt.